# (1988) Delores
(1988) Delores es un asteroide que forma parte del cinturón de asteroides y fue descubierto por el equipo del Indiana Asteroid Program de la universidad de Indiana el 28 de septiembre de 1952 desde el observatorio Goethe Link de Brooklyn, Estados Unidos.

## Designación y nombre
Delores recibió al principio la designación de 1952 SV.
Más tarde se nombró en honor de la astrónoma estadounidense Delores Owings (1943-2010).

## Características orbitales
Delores orbita a una distancia media de 2,154 ua del Sol, pudiendo alejarse hasta 2,375 ua y acercarse hasta 1,932 ua. Tiene una inclinación orbital de 4,253° y una excentricidad de 0,103. Emplea en completar una órbita alrededor del Sol 1154 días.